# Chiesa e santuario di Nostra Signora Porta Paradisi

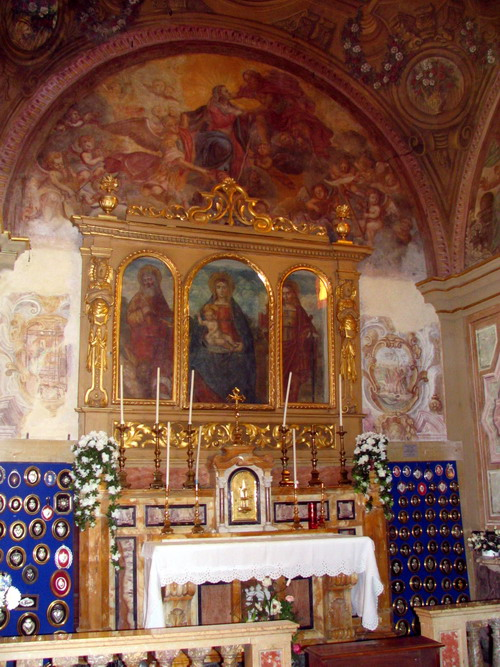
Il sacello con l'immagine Santa

Il Santuario Diocesano della Beata Vergine del Portone, più comunemente detta dagli astigiani Madonna del Portone, o anche, nel latino liturgico Porta Paradisi, è una chiesa cattolica, edificata inglobando la porta della cinta muraria dell'antico borgo di San Marco (l'odierno Rione Santa Caterina), sulla quale venne poi costruita la primitiva chiesetta, la cui piccola abside è ora incorporata nell'attuale santuario.

## Origini
Nel XIV secolo gli astigiani eressero la seconda cerchia di mura, a protezione dei borghi sorti a ridosso del primo concentrico. Ogni borgo era in comunicazione con il centro cittadino tramite le porte che si aprivano lungo il perimetro murario interno.
Ogni porta aveva sopra l'architrave l'immagine di Maria, con a lato san Secondo e il Santo protettore del Borgo. Brizio ne La pittura in Piemonte dall'età romanica al '500 attribuisce a Gandolfino da Roreto l'affresco sulla porta delle antiche mura, porta detta di san Marco, con la Madonna e il Bambino tra i santi Marco e Secondo.

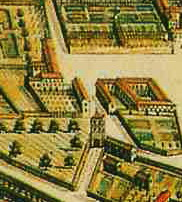
La Torretta di Porta San Marco, part. Theatrum Statuum Sabaudiae del 1671

Già nel Medioevo questa immagine sulla torretta di San Marco era diventata oggetto di devozione e meta di pellegrinaggio da tutto il Piemonte. Si pensò, quindi, nel XVII secolo, di collocare sotto l'affresco un balcone di legno, dal quale ci si poteva avvicinare maggiormente. Ma nel 1689, il Comune di Asti pensò di costruire un tempietto che racchiudesse la Porta, lasciando libero il sottopassaggio.

I Carmelitani calzati, che avevano convento e terreno attigui nel quartiere del Carmine, si opposero vivamente, non vedendo di buon occhio l'edificare un altro luogo di culto così vicino alle loro influenze territoriali, asserendo che il progetto della nuova chiesa avrebbe creato molti inconvenienti alle loro proprietà; ricorsero al Podestà e al Nunzio Pontificio di Torino, riuscendo a far sospendere i lavori.
Cominciò una diatriba che durò parecchi mesi, con sopralluoghi dei Canonici della Cattedrale e di San Secondo. Mentre la lite pendeva indecisa, la mattina del 20 ottobre, un atto vandalico di uno sconosciuto sfregiò le immagini della Madonna e del Bambino.
Tutta l'opinione pubblica fu sconvolta e allarmata dal fatto; i Carmelitani, vedendosi fortemente sospettati, rinunciarono a tutte le loro velleità e acconsentirono alla costruzione della nuova Cappella, terminata nella primavera del 1690.
Nel 1693, visto il grande consenso riscosso dai fedeli, il Consiglio cittadino ampliò la fabbrica in un santuario rettangolare con quattro finestre (di cui due rimangono tuttora). Le pareti eran ricoperte da immagine votive, tranne il presbiterio che fu affrescato nel 1700 (gli affreschi sono ancora presenti). Esternamente, il santuario presentava due scale parallele, con trenta gradini di pietra, per permettere ai devoti di raggiungere il vestibolo della chiesa, ricoperta da una tettoia sostenuta da quattro colonne di granito.

Primo santuario della Madonna del Portone

## Il grande Santuario
Nel 1900, in occasione dell'Anno Santo, si invitarono tutti i fedeli di Asti a contribuire con sottoscrizioni alla nuova costruzione, e nel maggio 1902, sotto la guida dell'ing. Giuseppe Gualandi di Bologna, si iniziarono i lavori.
Nel 1912 avvenne la consacrazione da parte del vescovo monsignor Luigi Spandre; l'eco e il clamore della cerimonia fu tale che, nella domenica successiva, le comunioni furono più di settemila.
Un momento storico nella vita di questo santuario è stata la visita che vi compì papa Giovanni Paolo II il 26 settembre del 1993.

## L'architettura

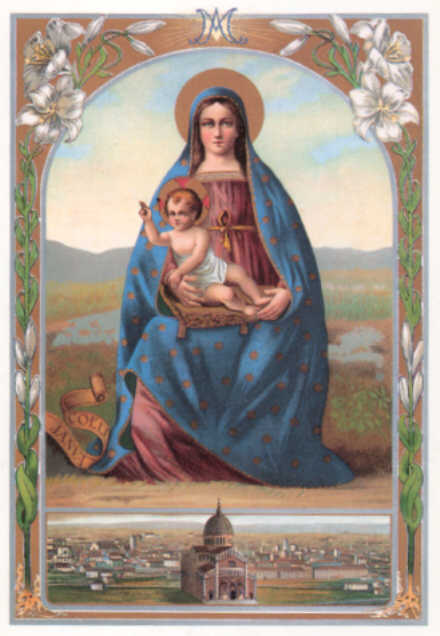
Immagine novecentesca somigliante l'antica effigie della Madonna del Portone

Del vecchio tempio non rimane che il piccolo presbiterio, che è stato innestato all'abside del nuovo santuario. Questo è in stile romanico-bizantino, con tre navate e due grandi cappelle delle stesse dimensioni a forma del coro, a crociera latina. Il braccio trasversale misura 35,25 metri. La cupola si innalza a 41 metri dal pavimento, sormontata dal cupolino alto 4,5 metri, su cui poggia la statua di 3 metri della Vergine, opera del bolognese Milani.
Nel 2002, in occasione del centenario della nascita del nuovo santuario, è stata abbellita la facciata con mosaici e statue che raffigurano i Santi della tradizione astigiana.

## La cripta
La cripta, costruita nel 1930, serve per le celebrazioni liturgiche invernali; caratteristiche sono due cappelle-diorama che raffigurano la Natività e la Sepoltura di Cristo, con statue in legno a grandezza naturale.

## Il parco
Giungendo al santuario dalla via posteriore, si percorre ancora un tratto della vecchia strada che attraversava l'antica Porta alla città. Questa strada, ormai trasformata in un'ampia gradinata, presenta a metà l'immagine votiva di un "Ecce Homo". Di fronte, una volgare pietra incastonata nel muro. Narra la leggenda che il sasso, scagliato da un blasfemo contro l'immagine sacra, sia stato respinto dalla stessa e conficcatosi dov'è tuttora. La strada prosegue passando sotto i resti della Porta, posteriormente alla chiesa, per giungere in un parco contenente una riproduzione della Grotta di Lourdes.

## Galleria d'immagini

Il santuario all'inizio del XX secolo
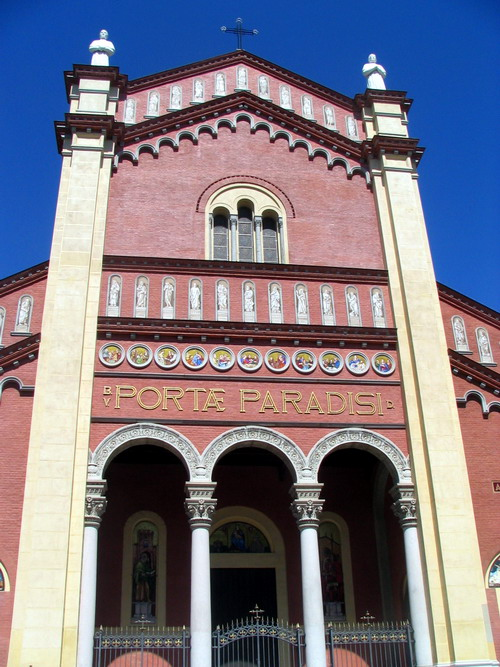
La facciata
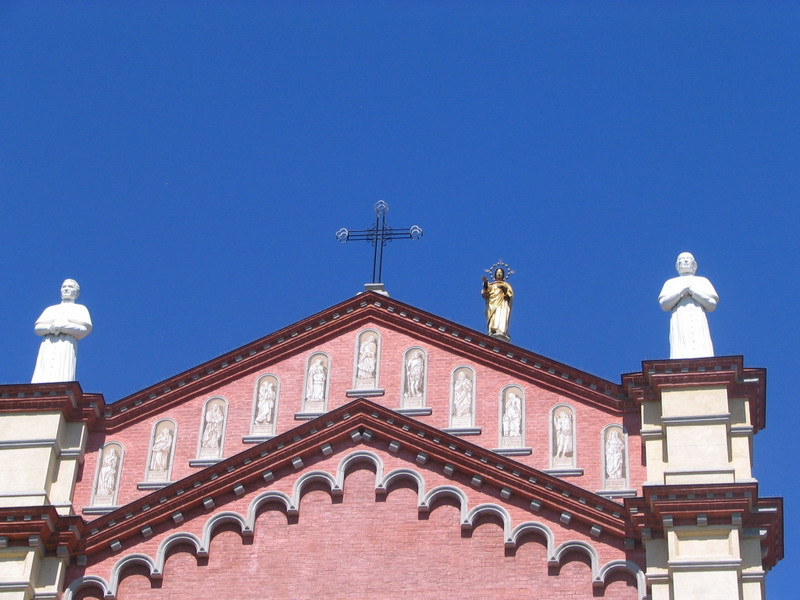
Particolare
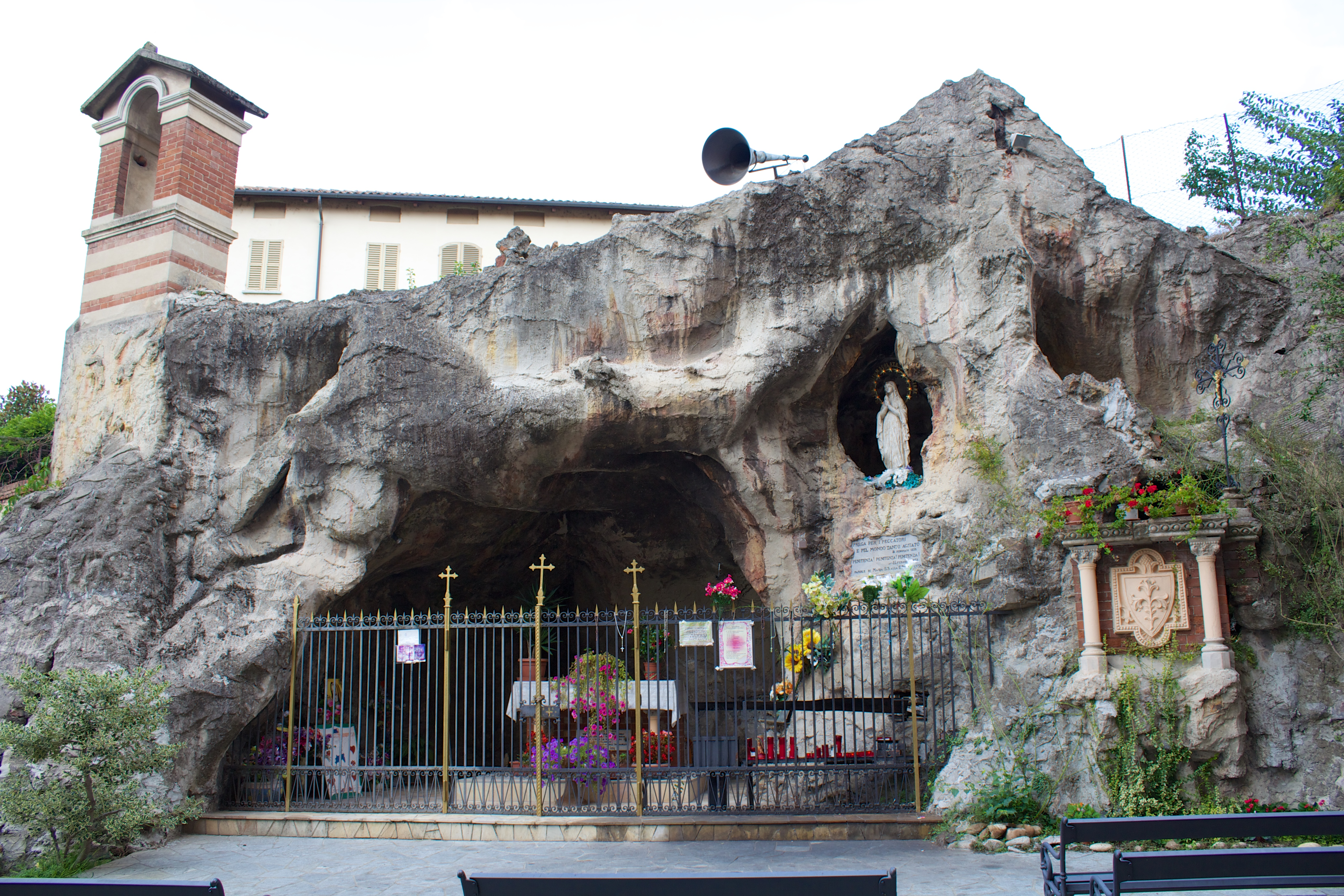
La grotta
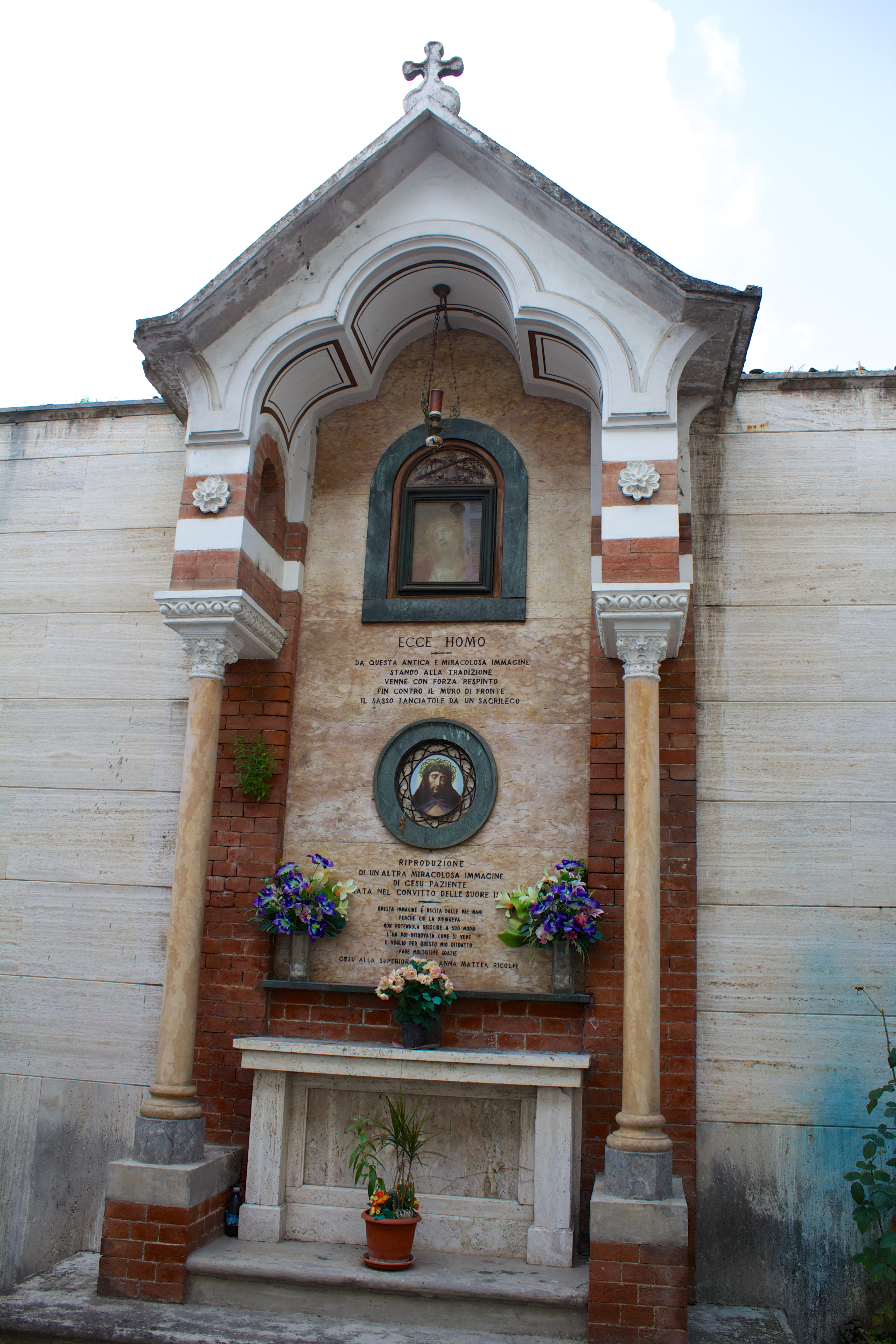
L'immagine votiva "Ecce Homo"
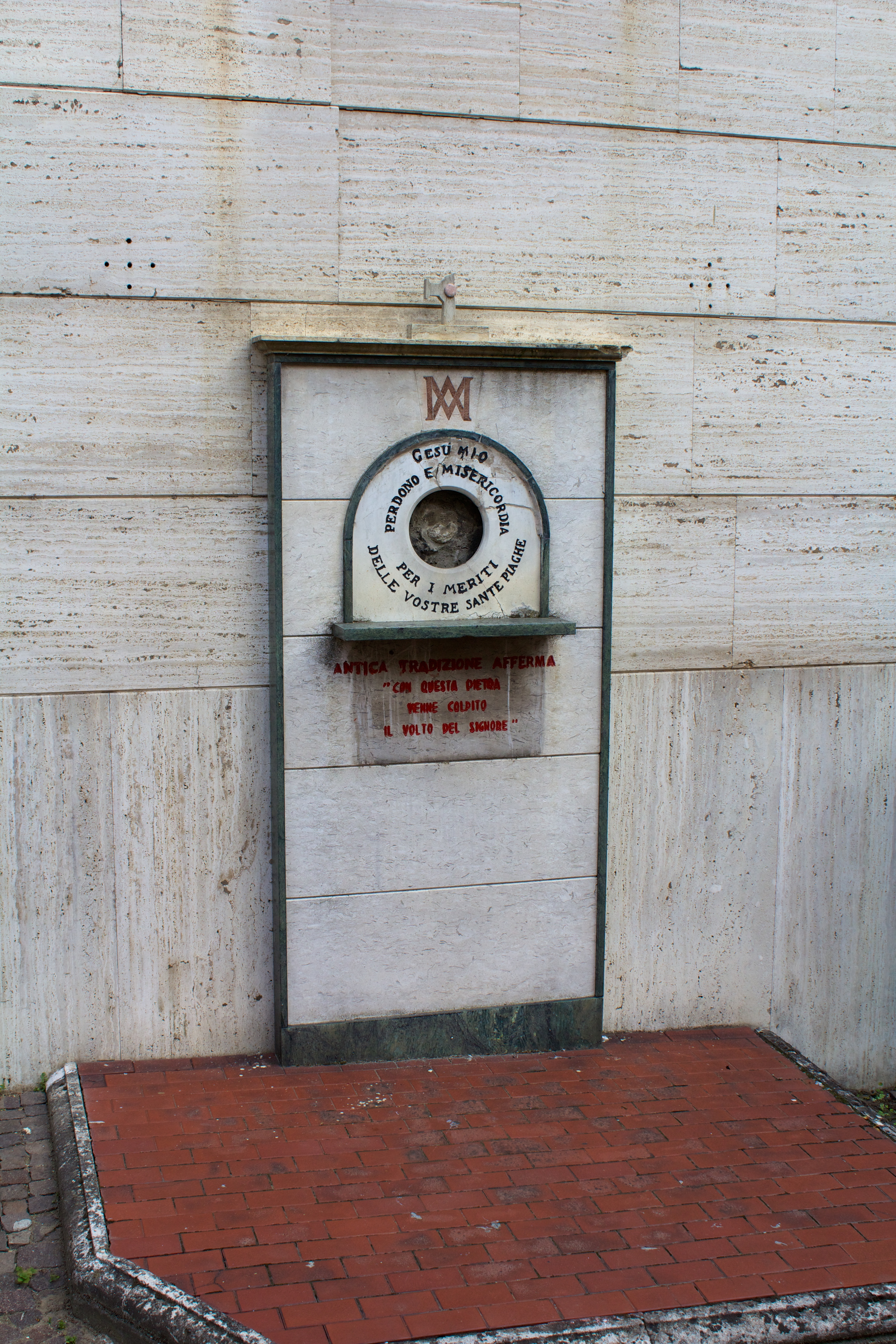
La pietra incastonata nel muro